# Amalia Ramírez
María Amalia de los Dolores de la Aparición de Santiago Ramírez Sánchez, más conocida como Amalia Ramírez (Lupión, 23 de mayo de 1834-Madrid, 25 de febrero de 1918), fue una cantante lírica española.

## Biografía
Nació en el seno de una acomodada familia militar, siendo su padre el comandante de infantería Ramón Rafael Ramírez, y su madre, Ana Sánchez del Campo Rubio.
Amalia mostró afición por la música desde pequeña, sin embargo, debido a los continuos desplazamientos motivados por los distintos destinos de su padre no pudo tener una educación musical formal y continuada. Aun así, con once años debutó en una función benéfica cantando la cavatina de la ópera de Betti, con gran éxito.
La adscripción carlista y fallecimiento de su padre hizo que la familia atravesase dificultades económicas, lo que decidió a Amalia a desarrollar su carrera musical, para lo cual se matriculó en el Conservatorio de Madrid con los maestros Valldemosa y Saldoni.

## Carrera musical

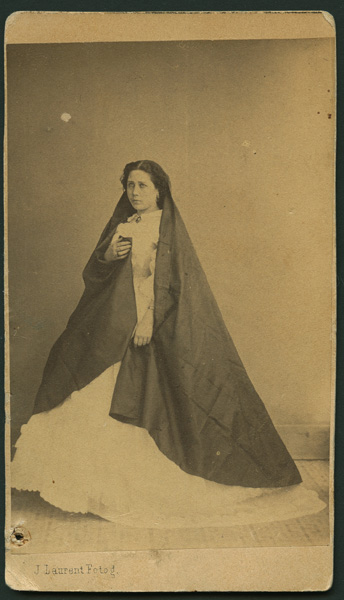
Amalia Ramírez en La Hija de la Providencia

Tuvo ofrecimientos para integrarse en compañías de ópera, pero se decidió por la zarzuela, un género que en aquel momento estaba germinando. Debutó en el circo a principios de 1853, en la zarzuela de Emilio Arrieta y Francisco Camprodón El dominó azul. En los siguientes años actuó en obras como Catalina, Mis dos mujeres, Guerra a muerte, Marina, La hija del regimiento y Llamada y tropa.
Su exclusividad con una compañía de Cádiz molestó a los autores de la época, lo que motivó que la vetasen en sus obras, por lo que comenzó a actuar en óperas cómicas italianas traducidas al español, muy en boga en aquel momento.
A la muerte de su madre abandonó la escena, volviéndose a incorporar poco después, tras lo cual entre 1857 y 1860 llevó a cabo exitosas giras por América.
Su matrimonio con el médico republicano Adolfo de la Rosa, con quien tuvo tres hijos, la llevó a emigrar durante la Restauración en 1874, brindándole la oportunidad de participar en las óperas de Corsi en Milán, Gayarre, Patierne y Algdighieri en Bolonia y Verger en París.

## Obras estrenadas
- Galanteos en Venecia
- El valle de Andorra
- La cisterna encantada
- La cacería real
- Los jardines del Buen Retiro
- La cola del diablo
- El grumete
- El estreno de un artista